# マリヤ・スクラートヴァ＝ベリスカヤ
マリヤ・グレゴリエヴナ・スクラートヴァ＝ベリスカヤ（ロシア語：Мария Григорьевна Скуратова-Бельская / 英語：Maria Grigorievna Skuratova-Belskaya, ? - 1605年6月20日（ユリウス暦6月10日））は、モスクワ・ロシアのツァーリ・ボリス・ゴドゥノフの皇妃（ツァリーツァ）。クセニヤ・ゴドゥノヴァ、フョードル2世の母でもある。

## 生涯

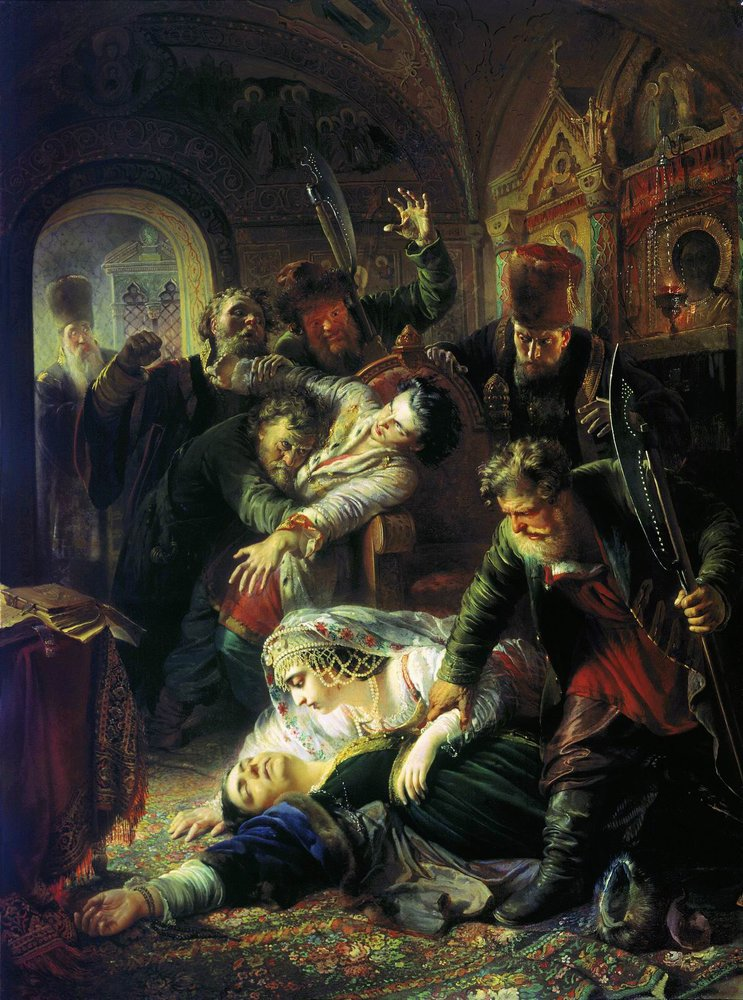
殺害されるマリヤとフョードル2世。マリヤにすがるクセニヤ。

イヴァン4世のお気に入りだったオプリーチニキの首領マリュータ・スクラートフの娘だった彼女は、1570年あるいは1571年に当時はまだ無名だったオプリーチニキ隊員のボリス・ゴドゥノフと結婚した。
その後、ボリスは次第に出世していき、1584年にイヴァン4世の息子フョードル1世の摂政となり、1598年にはフョードル1世の死を受けてツァーリとなり、彼女は皇妃（ツァリーツァ）となった。
だが、当時のロシアは大飢饉が相次ぐなど政情不安が急速に拡大していた時代であった（動乱時代）。脆弱な基盤しかもたない新興の統治者だったボリスはこれに有効な対処ができず、彼の新たな治政は早々に失望と反感を買うこととなった。1605年にボリスが急死し、わずか16歳の息子のフョードル2世が後を継ぐと、ゴドゥノフ家を見限る人々が相次ぎ、フョードル2世は急速に支持を失う一方、反乱を起こした僭称者偽ドミトリーの力が強まることとなった。
同年、6月に偽ドミトリーはモスクワに入城。直後にフョードル2世とその家族は逮捕され、マリヤは息子のフョードル2世と共に絞殺された。娘のクセニヤだけは処刑を免れたが、偽ドミトリーの妾になるのを強制された。後に、修道院に入れられたクセニヤはマリヤやフョードル2世を弔いながら余生を過ごした。マリヤにはもう一人の息子イヴァン（1587年 - 1588年）がいたが夭折しており、クセニヤとフョードル2世が子供を残さず死去した為、マリヤの血筋は途絶えた。